# Пунтус, Андрей Яковлевич
Андрей Яковлевич Пунтус (23 февраля 1921, Новороссийск −18 января 1959, Москва) — советский актёр театра и кино.

## Биография
Родился в 1921 году в Новороссийске.
Участник Великой Отечественной войны, в звании младшего сержанта служил в зенитных частях 51-й зенад ПВО, защищал небо Москвы, демобилизован в декабре 1945 года, награждён медалями «За оборону Москвы» (1944) и «За победу над Германией» (1945).
В 1948 году окончил ВГИК (мастерская С. А. Герасимова и Т. Ф. Макаровой), где учился на одном курсе Сергеем Бондарчуком, и привёл своего друга на съёмки фильма «Молодая гвардия»:

…может быть, именно ему, Андрею Пунтусу, мы должны быть благодарны за уменье заинтересовать, «заразить» и молодого Бондарчука столь же горячим отношением к кино. C детства-то Сергей Бондарчук мечтал о театре…— журнал «Москва», 1972 год
В 1948—1952 годах — актёр Театра-студии киноактера, снимался в кино.
Умер в 1959 году в Москве.

## Фильмография
- 1948 — Молодая гвардия — дядя Коля
- 1948 — Сталинградская битва — боец (нет в титрах)
- 1949 — Встреча на Эльбе — эпизод (нет в титрах)
- 1950 — Донецкие шахтёры — эпизод (нет в титрах)
- 1950 — Секретная миссия — эпизод (нет в титрах)
- 1950 — Жуковский — Голубинский, ученик Жуковского
- 1955 — Крушение эмирата — инженер
- 1955 — Призраки покидают вершины — альпинист
- 1955 — Урок жизни — сослуживец Сергея
- 1958 — Поэма о море — инженер
- 1959 — Судьба человека — немецкий офицер в концлагере